# جانی کمپل (بازیکن فوتبال، زاده ۱۹۲۸)
جانی کمپل (انگلیسی: Johnny Campbell; ۲۳ ژوئیهٔ ۱۹۲۸ – ۶ فوریهٔ ۲۰۱۵) بازیکن فوتبال اهل بریتانیا بود.
از باشگاه‌هایی که در آن بازی کرده‌است می‌توان به باشگاه فوتبال گیتزهد اشاره کرد.